# Quedlinburg (stacja kolejowa)
Quedlinburg – stacja kolejowa w Quedlinburgu, w kraju związkowym Saksonia-Anhalt, w Niemczech. Znajdują się tu 2 perony.